# Manga (Burkina Faso)
Manga ist eine Stadt (commune urbaine) und ein dasselbe Gebiet umfassendes Departement im westafrikanischen Staat Burkina Faso und ist Hauptstadt der Region Centre-Sud und der Provinz Zoundwéogo.
Manga liegt südlich von Ouagadougou an der Fernstraße N29 in Richtung Ghana und hat im in fünf Sektoren unterteilten Hauptort und den 13 zum Stadtgebiet zählenden Dörfern 32.033 Einwohner (2006).
Manga ist Sitz des Bistums Manga.